# Cristhian Mosquera
Cristhian Andrey Mosquera Ibargüen (Alicante, 27 de junho de 2004) é um futebolista espanhol que atua como zagueiro. Atualmente, defende o Arsenal.

## Infância
Nascido em Alicante, Comunidade Valenciana, filho de pais colombianos, Mosquera jogou basquete pela primeira vez em sua cidade natal, antes de ingressar no time de futsal San Blas Cañavate, pois seu primo estava jogando lá e eles estavam sem um jogador para um torneio juvenil. Mais tarde, tendo se mudado para jogar no time SCD Carolinas de Carolines Altes, ele acabou se juntando ao principal clube de futebol da cidade, o Hércules.

## Carreira

### Valencia
Mosquera ingressou nas categorias de base do Valencia em 2016, aos 12 anos. Em 22 de agosto de 2020, ainda no elenco Juvenil A, ele renovou seu contrato com o clube até 2023. Ele fez sua estreia profissional com os reservas em 4 de setembro de 2021, começando em uma vitória em casa por 3 a 1 da Tercera División RFEF sobre o Castellón B.
Tendo já atuado no banco em algumas partidas da Liga naquela temporada, ele fez sua estreia no time principal em 16 de janeiro de 2022, começando em uma vitória por 1 a 0 fora de casa sobre o Atlético Baleares, pela Copa del Rey da temporada. Jogando todos os minutos do jogo no centro de uma defesa de 3 homens, seu técnico José Bordalás o elogiou como o melhor em campo naquela noite. Aos 17 anos, seis meses e 23 dias, ele se tornou o oitavo jogador mais jovem da história do clube e o zagueiro mais jovem.
Definido para renovar ainda mais seu contrato com o Che até 2025, Mosquera fez sua estreia na La Liga em 19 de janeiro de 2022, começando em um empate de 1 a 1 contra o Sevilla, novamente impressionando no eixo da defesa para o que foi um jogo difícil contra jogadores como Rafa Mir. Isso o tornou o quarto jogador de futebol mais jovem a jogar na La Liga com Los Murciélagos, superando jogadores como Ferran Torres, Lee Kang-in ou Yunus Musah.
Em agosto de 2023, Mosquera foi definitivamente promovido ao elenco principal do Che.

### Arsenal
Em 24 de julho de 2025, Mosquera foi anunciado como reforço do Arsenal, da Premier League. De acordo com a imprensa inglesa, os Gunners desembolsaram cerca de 13 milhões de libras esterlinas (R$ 97 milhões) para contratar o zagueiro, que assume a camisa de número 3 no clube londrino.

## Carreira internacional
Mosquera representou a Espanha nas categorias sub-15, sub-16 e sub-18, vencendo um torneio amistoso com esta última em outubro de 2021, contra a Turquia, Romênia e Portugal.
Ele também possui um passaporte colombiano, o que o torna elegível para jogar pela La Tricolor e também pela Espanha.

## Títulos
Espanha sub-23
- Jogos Olímpicos: 2024 (medalha de ouro)